# Maximum remedium irae est dilatio
Maximum remedium irae est dilatio (лат. изговор: максимум ремедијум ире ест дилацио). Одгађање је најбољи лијек за љутњу. (Сенека)

## Поријекло изреке
Ову изреку је изрекао почетком нове ере познати римски књижевник и филозоф Сенека.

## Изрека у срспксом језику
Да се не наљутиш: “ изброј до 10“.

## Тумачење
Треба се суздржати, не реаговати одмах и љутња ће проћи.